# Roksana Węgiel
Roksana Emilia Węgiel (Jaslo, 2005. január 11. – ), művésznevén Roxie lengyel énekesnő és televíziós műsorvezető. A 2018-as Junior Eurovíziós Dalfesztivál győztese, aki Lengyelországot képviselte Minszkben Anyone I Want to Be című dalával. A Junior Eurovíziós Dalfesztivál előtt ő nyerte meg a The Voice Kids lengyel változatának első évadát, ahol Edyta Górniak volt a mestere.

## Élete
Roxie Jasło városában született. Gyermekként szertornázott és báltermi táncosversenyeken vett részt, illetve nemzetközi szinten is versenyzett judóban. Nyolc éves korában kezdett énekelni egy Horvátországi judo tábor karaoke versenyén. Van egy testvére, Maksymilian.

## Pályafutása
Roxie hivatásos énekkarrierje 2017-ben kezdődött, amikor megjelent a The Voice Kids lengyel változatának meghallgatásán, ahol Beyoncétől a Halo-t énekelte, amelyre mindhárom mentor megfordult a székével. Végül Edyta Górniak csapatához csatlakozott. 2018. február 24-én Roxie nyerte a tehetségkutató műsort. A döntőben mestere, To nie ja című dalát énekelte, amely Lengyelország első eurovíziós dala, és idáig az ország legjobb eurovíziós eredményét viseli.
Miután megnyerte a versenyt, szerződést kötött az Universal Music Polska lemezkiadóval, és kiadta második dalát, amely az Obiecuję nevet viseli. 2018 októberében a Hotel Transylvania 3. – Szörnyen rémes vakáció lengyel változatának a Zatrzymać chwilę című betétdalát énekelte együtt egykori mesterével.

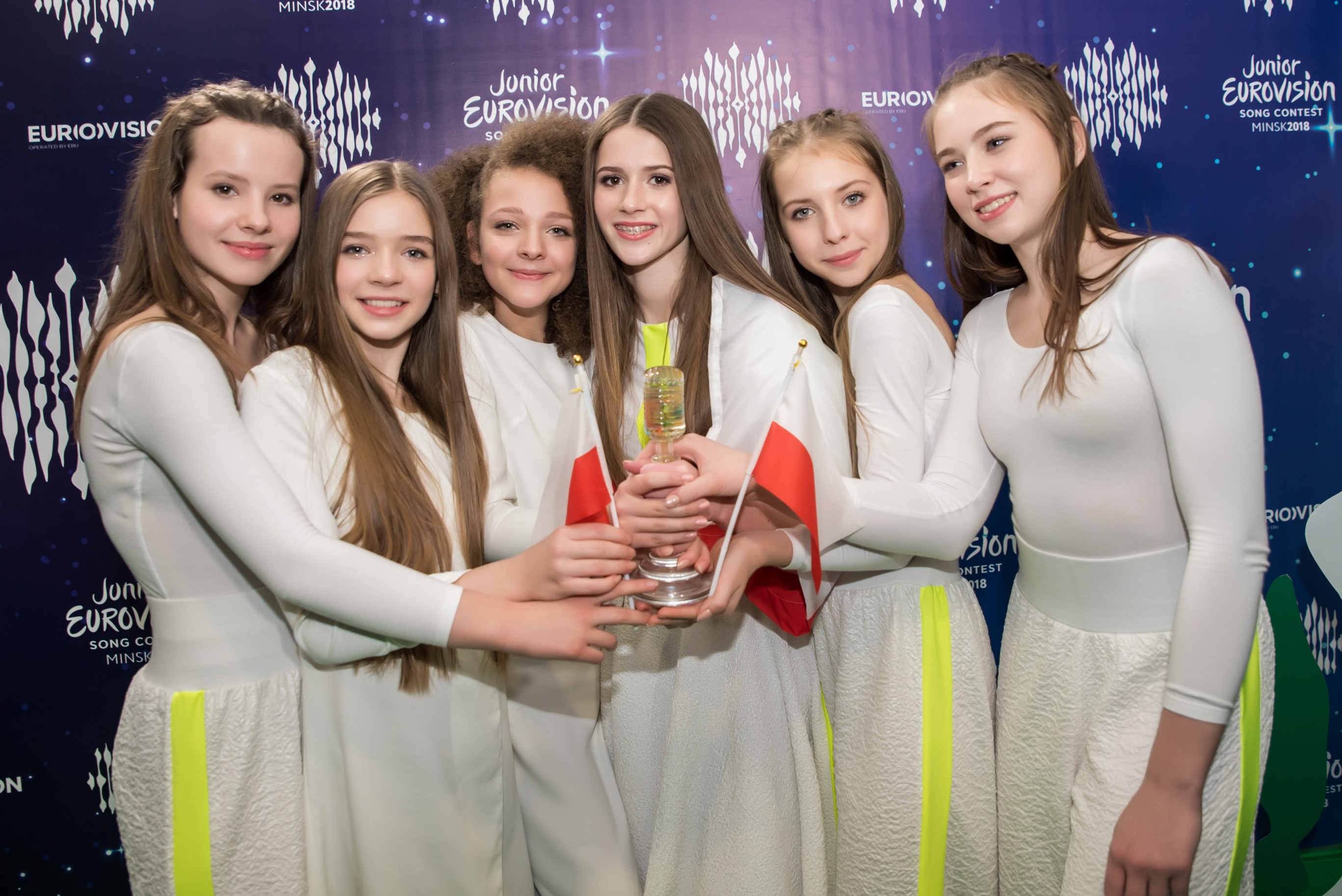
Roksana a háttértáncosaival a és a 2018-as Junior Eurovíziós Dalfesztivál trófeájával

2018. szeptember 21-én, a lengyel műsorszolgáltató, a Telewizja Polska bejelentette, hogy Roxie fogja képviselni hazáját az azévi Junior Eurovíziós Dalfesztiválon, amelyet Fehéroroszországban rendeztek. Versenydalát, az Anyone I Want to Be-t egy nemzetközi csapat írta, amelyben a lengyel Lanberry, a dán Cutfather, a brit-amerikai Maegan Cottone és a dán-norvég Daniel Heløy Davidsen írta. A dalt november 6-án mutatták be először, és a hivatalos zenei videója ugyanezen a napon került kiadásra. A videó két héten belül meghaladta a YouTube-on ez egy millió nézetet, ami a 2018-as dalverseny legnézettebb videója lett. A versenyt november 25-én tartották, ahol végül Roxie lett a győztes. Az internetes szavazáson első lett, a szakmai zsűrinél pedig hetedik helyen végzett, így ő lett az első lengyel nyertese a gyerek dalversenynek.
2019. április 12-én kiadta a Lay Low című dalát, amely után rengeteg kritikát kapott. Néhányan azt mondták, hogy a dal nem megfelelő az életkorához.
2019. augusztus 22-én vált hivatalossá, hogy Ida Nowakowska és Aleksander Sikora mellett ő is házigazdája a 2019-es Junior Eurovíziós Dalfesztiválnak, melyet november 24-én rendeznek Gliwicében.

## Diszkográfia

### Albumok
- Roksana Węgiel (2019)
- 13+5 (2023)

### Kislemezek
- Zatrzymać chwilę (2018) – közreműködés Edyta Górniakkal